# ستانتون لويس (لاعب كرة قدم)
ستانتون لويس (بالإنجليزية: Stanton Lewis)‏ (3 أغسطس 1987 في جنوب أفريقيا - ) هو لاعب كرة قدم جنوب أفريقي في مركز الهجوم. شارك مع منتخب جنوب أفريقيا لكرة القدم. أما مع النوادي، فقد لعب مع أورلاندو بيراتس وأياكس أمستردام وأياكس كيب تاون ونادي كايزر تشيفز ولمونتفيل غولدن أروز ‏ ونادي أمازولو وChippa United F.C. ‏.

## وصلات خارجية
- ستانتون لويس على موقع قاعدة بيانات كرة القدم.إي يو (الإنجليزية)
- ستانتون لويس على موقع ناشيونال فوتبول تيمز (الإنجليزية)
- ستانتون لويس على موقع Soccerway.com (الإنجليزية)